# Жигон, Ивана

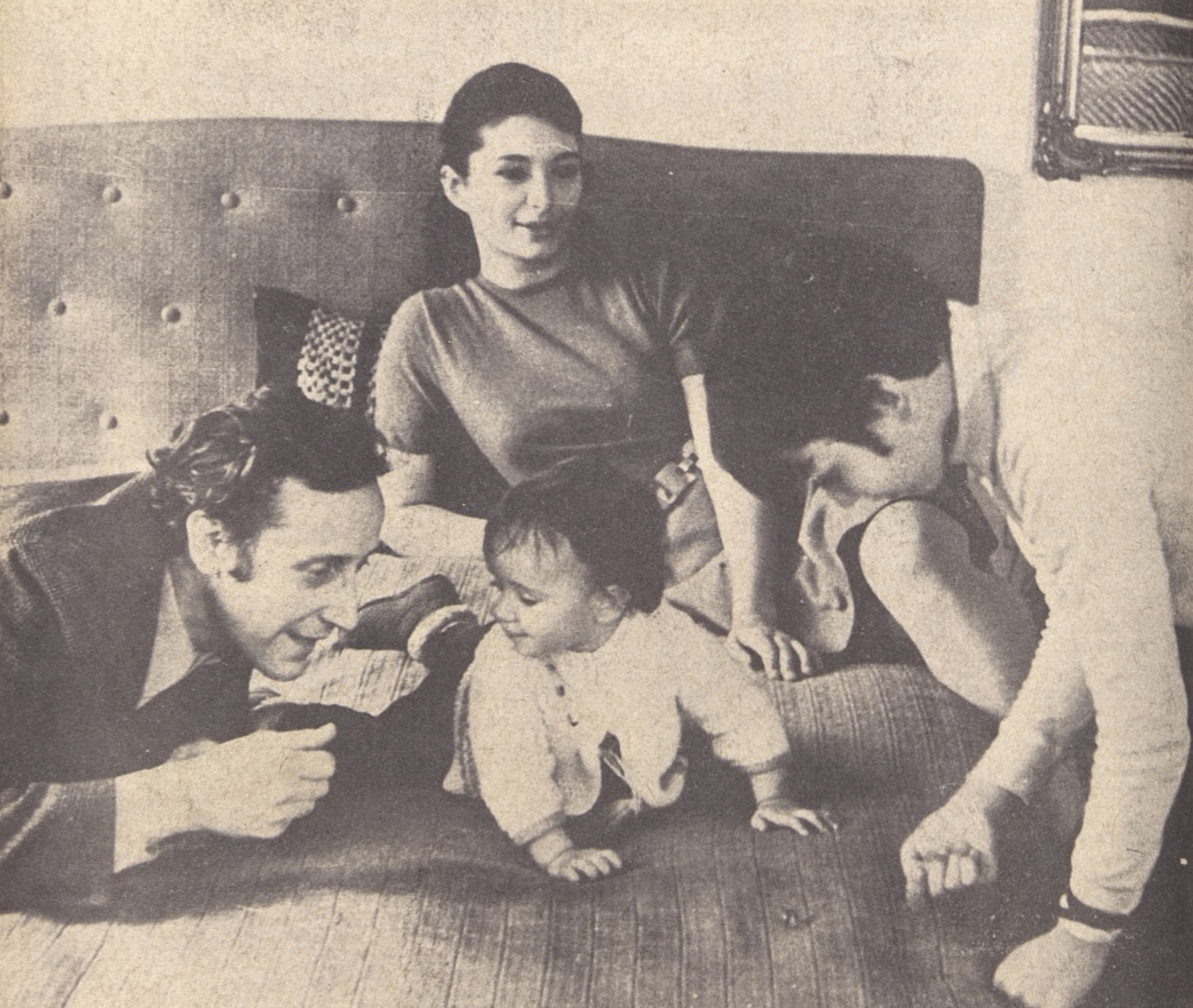
В детстве с родителями, 1969 год

Ивана Жигон (родилась 2 февраля 1968, Белград, СФР Югославия) — югославская и сербская актриса театра и кино, сценарист и режиссёр документальных фильмов, общественный деятель, в том числе председатель Общества сербско-российской дружбы. Родители — известный актёр и режиссёр Стево Жигон и актриса Елена Жигон. После объявления независимости Косово в 2008 году, Ивана Жигон исполнила патриотическую песню «Ой Косово Косово».

## Награды
- Специальная премия Президента Республики Беларусь деятелям культуры и искусства (19 декабря 2023 года) —  за значительный вклад в сохранение и популяризацию славянской культуры, реализацию совместных белорусско-сербских творческих проектов[1]